# Piper millegranum
Piper millegranum är en pepparväxtart som beskrevs av Truman George Yuncker. Piper millegranum ingår i släktet Piper och familjen pepparväxter. Inga underarter finns listade i Catalogue of Life.